# Turks- og Caicosøerne
Turks- og Caicosøerne (engelsk: Turks and Caicos Islands) ligger i Caribien, i det vestlige Atlanterhavet, sydøst for Bahamas, og bestående af øerne Turksøerne og Caicosøerne. Siden 1700-tallet har de været styret af Storbritannien.
- Wikimedia Commons har flere filer relateret til Turks- og Caicosøerne

21°47′N 71°48′V / 21.78°N 71.8°V